# Павел (наследный принц Греческий)
Павел, наследный принц Греческий (греч. Παύλος, πρώην Διάδοχος της Ελλάδας; род. 20 мая 1967, Татой, Аттика) — наследный принц Греческий (1967—1973), а после упразднения греческой монархии титулярный принц Греческий и Датский (как потомок датского короля Кристиана IX), герцог Спартанский (с 1973). После смерти Константина стал титулярным королём Греции.
Старший сын и второй ребёнок последнего короля Греции Константина II и Анны-Марии Датской. Имеет двух сестёр и двух братьев: принцессу Алексию (род. 1965), принца Николая (род. 1969), принцессу Феодору (род. 1983) и принца Филиппа (род. 1986).
Двоюродный брат короля Испании Филиппа VI и племянник королевы Дании Маргрете II.

## Биография
Родился 20 мая 1967 года во дворце Татой и был по традиции назван в честь своего деда по отцовской линии, короля Греции Павла I. Сразу после рождения заменил свою старшую сестру принцессу Алексию в порядке престолонаследия и до 1973 года, когда монархия в Греции была упразднена, официально оставался наследным принцем Греческим, хотя вся семья с декабря 1967 года проживала сначала в Риме, а позднее — в Копенгагене.
В Лондоне окончил Греческий колледж, основанный в 1980 году его родителями — королём Константином II и королевой-консортом Анной-Марией Датской.
В звании офицера проходил военную подготовку в Королевской военной академии в Сандхерсте. В 1996 году получил диплом в области международных отношений и права в Джорджтаунском университете.
После смерти отца 10 января 2023 года стал титулярным королём Греции.

## Семья
1 июля 1995 года женился на Мари-Шанталь, с которой он встречался 3 года до их свадьбы. У супругов родилось пятеро детей — дочь и четыре сына:
- Дочь — Мария-Олимпия (род. 25 июля 1996, Нью-Йорк)
- Сын — Константин-Алексиос (род. 29 октября 1998)
- Сын — Ахилес-Андреас (род. 12 августа 2000)
- Сын — Одиссеас-Кимон (род. 17 сентября 2004)
- Сын — Аристидис-Ставрос (род. 29 июня 2008)